# Good Morningアルテア
『Good Morning アルテア』（グッドモーニング アルテア）は、アニメイトフィルム制作の日本のアニメ。OVAとして1987年12月16日に株式会社ネットワーク フロンティア事業部（現・バンダイナムコアーツ）から発売された。

## 概要
原作は1985年の夢元社発行のアンソロジーコミック『C-LIVE』1号に掲載されたBlackPointの漫画作品で、『月刊ホビージャパン』に連載された企画「THE LOST CREATOR WYVERN」と同じ世界での物語である。東京創元社よりゲームブック(作者は「WYVERN」の村上震)の発売も予告されたが未発売で終わっている。

## ストーリー
西暦2400年代、地球人類は紋章族（ハルマ・クフツ）との戦いに敗れ、現在はその占領下にあった。紋章族の救助中だった戦艦テトラスケリオンは、狂った機械生命オートマトンに支配された紋章艦に奇襲され、ガロリイ、ニコライ、ジェニングスのみが生き残るが、ジェニングスは第二次攻撃で死ぬ。ガロリイは戦力増強のため、救助した紋章族の少女アルテアを呪文で目覚めさせる。ガロリイとアルテアは敵紋章艦の中枢にいるオートマトンの破壊のため、ニコライは生存者救出のため、それぞれ敵紋章艦に突入する。敵紋章艦内の生存者3人がニコライに救助されるが、脱出前に爆死する。一方ガロリイとアルテアはオートマトンと対決。ニコライも合流するがアルテアはオートマトンに同化されてしまう。同化によりアルテアはオートマトンの弱点を知り、ガロリイはオートマトンの破壊に成功する。

## 登場キャラクター

### メインキャラクター
アルテア
声 - 荒川美奈子
本作の主人公。紋章族の少女。後にガロリイと共に脱出することになる。
ガロリイ・チェルウィッカ
声 - 堀川亮
魔道戦士官の少年。紋章を持つが、実は紋章族ではなく帰化した地球人。
ニコライ
声 - 玄田哲章
かつて紋章族相手の戦争に参加したサイボーグ。紋章族を毛嫌いしている。

### サブキャラクター
ブラウン
声 - 山口健
ハッカー
声 - 山形ユキオ
エミリィ
声 - 石田純子
LM
声 - 飛田展男
ジェニングス
声 - 千葉繁
艦長
声 - 郷里大輔
アリス
声 - 横田ひろみ

## スタッフ
- 企画 - 鵜之沢伸
- 原作 - BlackPoint（夢元社刊「C-LIVE1」掲載）
- 原案 - 板野一郎
- 構成・脚本 - 中田裕子
- 絵コンテ・演出 - 殿勝秀樹
- キャラクターデザイン - 菊池通隆
- 設定デザイン - 池田一成、亀垣一
- 作画監督 - 谷口守泰
- メカ作画監督 - 逢坂浩司
- 美術監督 - 飯島由樹子
- 撮影監督 - 安津畑隆
- 音楽 - 樫原伸彦
- 音響監督 - 本田保則
- 作監補佐 - 柳沢まさひで
- レイアウト - うるし原智志 ※ノンクレジット
- 原画 - 浜川修二郎、㘫加等、山下悟、佐藤雄三、坂本英明、長岡康史、品田広志、大平直樹、矢野淳、和田浩一、溝呂木浩章、塚田明、土屋幹雄、太田博光、福島豊明、奥村四郎
- 動画検査 -武田和久、㘫加等
- 動画 - オフィス・ネクスト・ワン
- 仕上げ - スタジオ・ボギー、オフィス・ネクスト・ワン
- 背景 - みにあーと
- 撮影 - スタジオ・キャバーン
- 現像 - 東京現像所
- 編集 - 松村将弘、岡田輝満
- 音楽制作 - ユーメックス
- 音響制作 - アーツプロ
- 制作プロデューサー - 野崎公明
- プロデューサー - 加藤長輝、高梨実
- 制作 - アニメイトフィルム
- 製作・著作 - ムービック、ネットワーク